# Fagerhaug
Fagerhaug (eller Fagerhaugen) är en kyrkby i Oppdals kommun i Trøndelag fylke i mellersta Norge. Byn ligger längs Europaväg 6. Här finns Fagerhaugs kyrka. Tidigare fanns här också en järnvägsstation för Dovrebanan, men den används inte längre. 
Strax söder om byn finns en liten flygplats, Oppdals flygplats, som ägs av Midtnorsk Fly- och Luftsportssenter (MFL) och används för olika flygsportaktiviteter så som fallskärmshoppning och segelflyg.

## Bilder

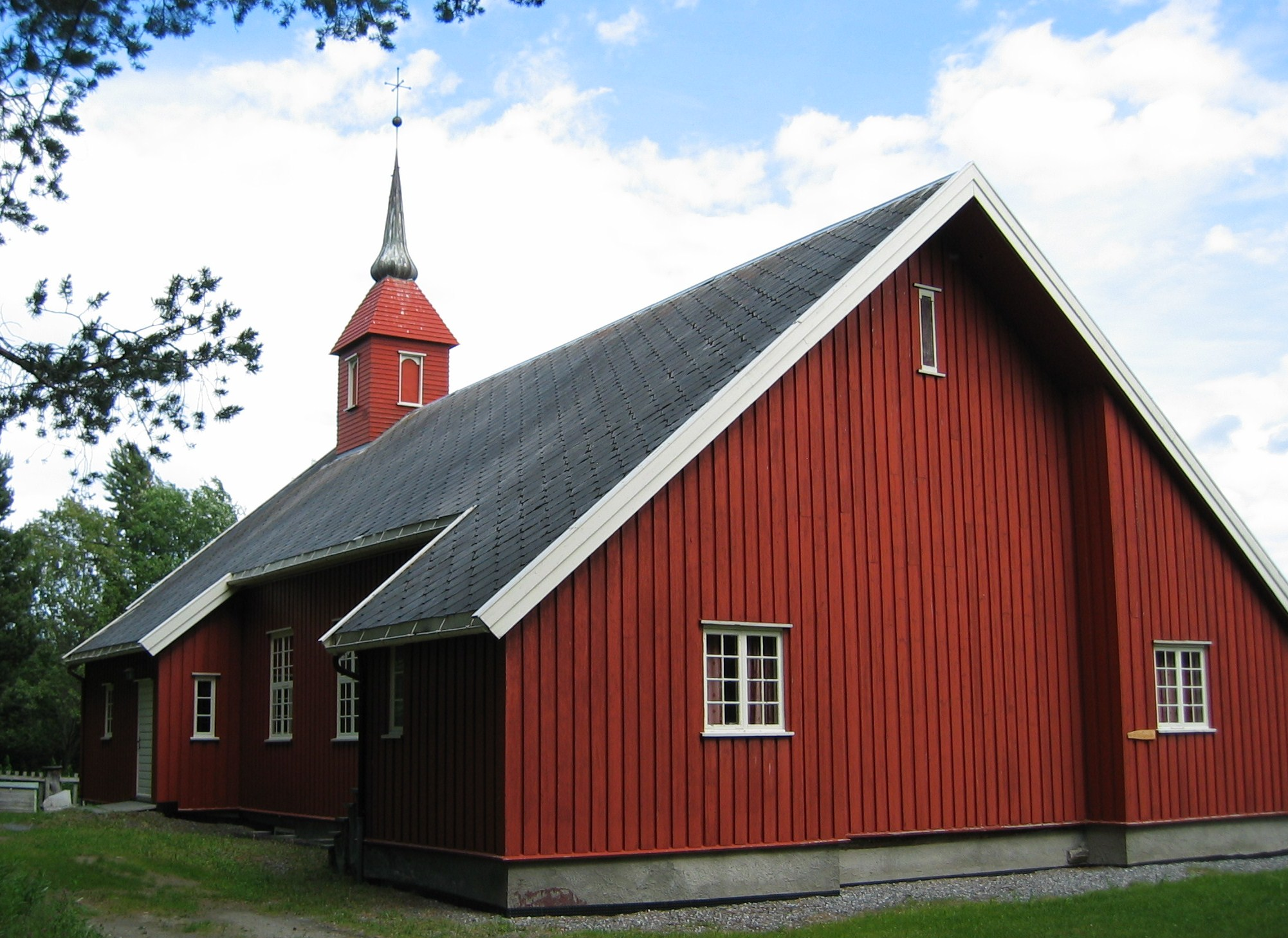
Fagerhaugs kyrka.
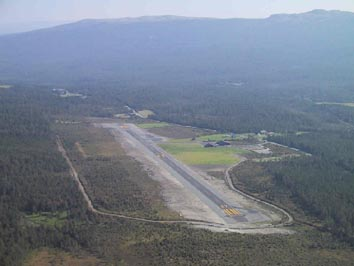
Oppdals flygplats.